# Nuculanoida
Nuculanoida – rząd małży pierwoskrzelnych (Protobranchia), których zamek muszli charakteryzuje się licznymi ząbkami równej wielkości. Jego listwa jest wygięta, a uzębienie taksodontowe. Muszle Nuculoida są symetryczne, jednakowej wielkości, w dolnej części szczelnie przylegające, z warstwą perłową lub porcelanową we wnętrzu skorup. Płaszcz nie jest zrośnięty.
Krótkie skrzela służą jedynie do oddychania. Płaty gębowe są duże. Do pobierania pokarmu służą mackowate wyrostki. Występują dwa mięśnie zwieracze, zwykle równej wielkości. Noga jest przystosowana do rycia lub pełzania po dnie.
W rzędzie tym wyróżniamy jedną nadrodzinę:
- Nuculanoidea H. Adams & A. Adams, 1858 (1854)

która zawiera następujące wymarłe i żyjące współcześnie rodziny:
- Bathyspinulidae Coan & Valentich-Scott, 1997
- Cucullellidae P. Fischer, 1886 †
- Isoarcidae Keen, 1969 †
- Malletiidae H. Adams & A. Adams, 1858 (1846)
- Neilonellidae Schileyko, 1989
- Nuculanidae H. Adams & A. Adams, 1858 (1854)
- Phaseolidae Scarlato & Starobogatov, 1971
- Polidevciidae Kumpera, Prantl, & Růžička, 1960 †
- Pseudocyrtodontidae Maillieux, 1939 †
- Siliculidae Allen & Sanders, 1973
- Strabidae Prantl & Růžička, 1954 †
- Tindariidae Verrill & Bush, 1897
- Yoldiidae Dall, 1908